# Piano (architettura)

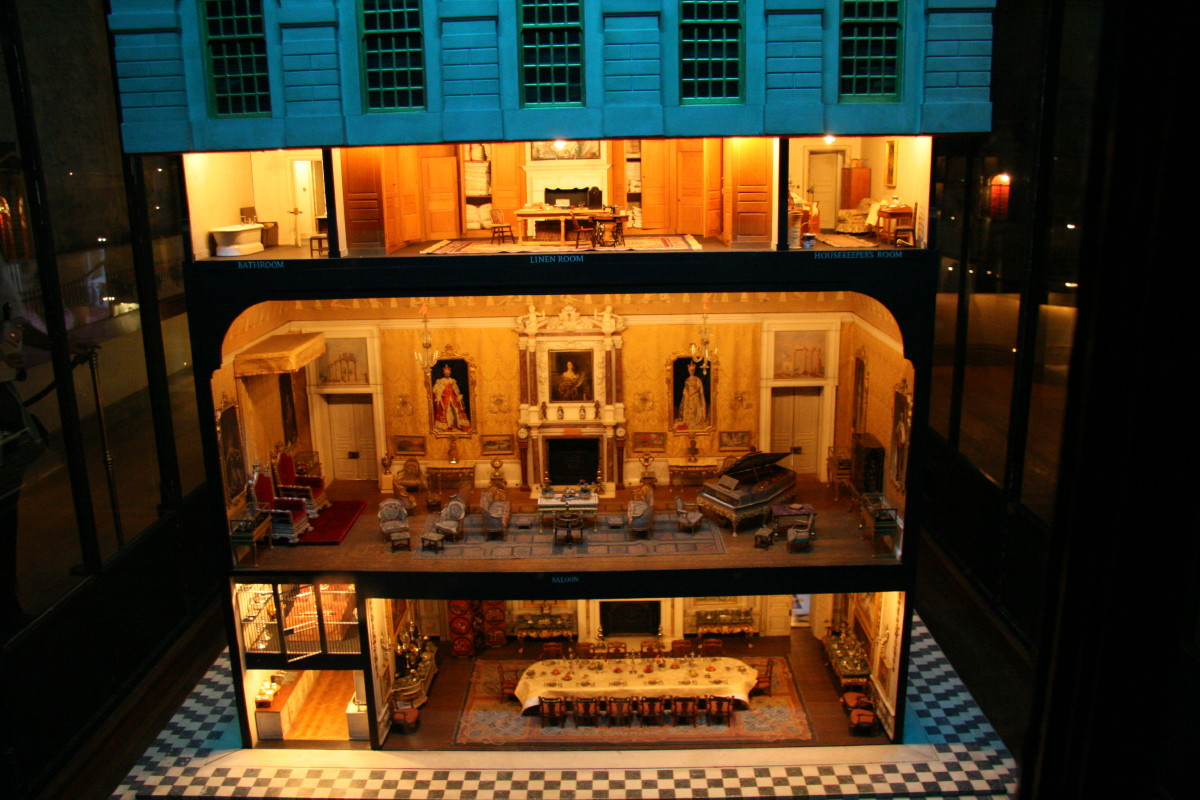
I tre piani visibili della casa delle bambole di Maria di Teck

In architettura, un piano di un edificio è ciascuna delle parti sovrapposte compresa tra il pavimento e il soffitto. Negli edifici in costruzione, s'inizia a far riferimento ai piani contando i solai e/o le travi che li sostengono.
Col termine piano s'intendono generalmente i livelli di un edificio abitabili o atti alla permanenza di persone (per gli utilizzi commerciali, direzionali, alberghieri, ecc.).
Sono dunque esclusi dal conteggio dei piani alcuni livelli accessori, quali il solaio (inteso come il sottotetto non abitabile adibito a deposito o non accessibile), il lastrico solare o il soppalco (generalmente una struttura accessoria interna alle singole unità di un edificio).
Secondo le leggi italiane un piano abitabile dovrebbe misurare (salvo eccezioni, comprendenti anche normative regionali) 270 centimetri di altezza minima interna. Per i piani abitabili localizzati sotto un tetto a falda (dunque con soffitto inclinato), l'altezza minima di 270 cm può essere ottenuta dalla media tra il punto più alto del soffitto e quello più basso; quest'ultimo, quindi, può essere anche inferiore ai 270 cm.
Alcuni piani senza la permanenza di persone, quali i piani interrati adibiti ad autorimessa o scantinato possono avere altezze inferiori, tendenzialmente 240 cm.

## Numerazione
Nel mondo si sono diffusi due principali metodi di numerazione dei piani di un edificio: quello europeo, diffuso anche in gran parte dell'America Latina e in molti paesi del Commonwealth, e quello nordamericano, diffuso anche in Asia, negli ex paesi sovietici e nei paesi del Sud America che si affacciano sull'Oceano Pacifico.

### Europa
In Italia, così come in Europa, il piano di un edificio che si trova al livello del suolo viene chiamato piano terra (PT) o, in tempi più moderni, anche piano zero (P0). Il piano direttamente superiore viene chiamato piano primo (P1), poiché è la prima sopraelevazione da terra, e così di seguito i piani successivi seguono l'ordine cardinale: piano secondo (P2), piano terzo (P3), ecc.
Per i piani che scendono sotto terra, invece, si utilizza la numerazione al contrario aggiungendo l'aggettivo sottoterra o interrato, resa schematicamente coi numeri negativi: il primo livello scendendo dal piano terra sarà dunque il primo piano sottoterra (P-1) e così via.
Quando si parla invece di "piani fuori terra" s'intende il numero di piani totali che compongono un edificio al di fuori del terreno, dunque comprendendo il piano terra, ma ignorando il numero di piani interrati. Utilizzando la numerazione europea, il numero di piani fuori terra è pari al numero dell'ultimo piano più uno.
In alcuni edifici, tendenzialmente avente altezze interpiano volte ad esaltare l'importanza e/o la magnificenza della struttura architettonica e del tipo di utilizzo a cui erano destinati (palazzi storici, palazzi a uso commerciale/ufficio di aree centrali o di pregio) esiste anche un piano intermedio tra il piano terra e il primo piano, chiamato piano mezzanino (M) o piano ammezzato (A). Il mezzanino, tendenzialmente non sovrasta tutto il piano terra, lasciando così degli spazi al pianterreno cosiddetti "a doppia altezza", cioè il cui soffitto arriva fino al piano successivo (vale a dire il vero primo piano). Il piano mezzanino può anche non essere completamente compartimentato dal piano terreno, lasciando alcuni lati separati da esso solo da un muro basso o da una balaustra, che permette di mettere in comunicazione i due livelli.
Il mezzanino si distingue dal soppalco perché è parte integrante e inamovibile della struttura edilizia, tant'è che nella sua realizzazione vengono rispettate le altezze minime sia a piano terra sia nello stesso mezzanino; al contrario il soppalco è una struttura accessoria installata anche in un secondo momento e che non costituendo un elemento irremovibile può derogare alle altezze, pur avendo dei limiti di ampiezza della superficie.

### Nord America
Negli Stati Uniti e in Canada il piano che si trova al livello del suolo è chiamato direttamente primo piano (P1), così il piano che costituisce la prima sopraelevazione è il secondo piano (P2) e così via. Con questo tipo di numerazione, il numero dell'ultimo piano identifica direttamente il numero di piani fuori terra dell'edificio.
Per i piani sotto terra la numerazione è pressoché identica a quella utilizzata anche nei paesi che utilizzano il piano terra.
Nei paesi dell'Estremo Oriente è più diffuso l'utilizzo dei numeri cardinali, anziché quelli ordinali, per identificare i diversi piani.
Nelle Isole Hawaii, invece, si è diffuso l'utilizzo della parola level (livello), anziché floor (piano) come negli altri paesi di lingua anglosassone.
Anche in questi territori si possono trovare piani ammezzati, che dunque rimarranno tra il piano primo e il secondo, "interrompendo" la numerazione.

### Sud-Est Asiatico
In molti paesi di quest'area geografica, come Indonesia, Filippine e Vietnam, si sono diffusi entrambi i metodi di conteggio che si possono trovare indifferentemente all'interno dei vari edifici.

## Nomenclatura
A seconda dei paesi e delle tradizioni storico-culturali, alcuni piani assumono delle denominazioni particolari.

### Piano al livello del suolo
Il piano al livello del suolo è chiamato in molti paesi piano terra o in termini che richiamano al concetto del terreno, come l'italiano pianterreno, i francesi parterre e rez-de-chaussée (presso la strada), il polacco e il romeno parter, l'olandese begane grond (terreno battuto), il portoghese rés-do-chão (adiacente al suolo), lo slovacco prízemie (al suolo) o lo sloveno pritličje (vicino al suolo).
In altri paesi che seguono lo schema europeo, viene chiamato piano basso, come nello spagnolo planta baja o nel catalano planta baixa.
Il piano terra (piano 1 col metodo nordamericano) è considerato tale anche quando non poggia direttamente sul terreno, ma è leggermente sopraelevato, tendenzialmente fino a un metro o poco più; in questi casi l'accesso dalla strada avviene tramite alcuni gradini esterni posti all'ingresso dello stabile.
In alcuni casi, quando la sopraelevazione è più marcata e tuttavia il piano direttamente inferiore continua ad avere il pavimento sotto il livello del terreno, si parla di piano sopraelevato, anziché piano terra.

### Piano al primo livello sopra il suolo
Negli edifici antichi, il primo piano viene chiamato anche piano nobile poiché veniva riservato alla nobiltà. Questo poiché, prima dell'invenzione dell'ascensore, i piani più comodi di un edificio erano quelli per i quali si doveva fare meno scale. Faceva di solito eccezione il piano terra, adibito al ristoro dei cavalli e al deposito delle carrozze e delle merci. In questi edifici il piano primo è visibilmente più alto di tutti gli altri e presenta più fregi artistici in facciata e attorno alle finestre; i piani intermedi sono di altezza media e venivano abitati dalla classe borghese, mentre i piani superiori erano i più bassi e semplici ed erano riservati alla servitù o a chi non poteva permettersi affitti alti (tipicamente, gli artisti patrocinati dagli stessi nobili abitanti del primo piano).
In Francia, alcuni edifici presentano un "doppio piano terra", nel senso che il primo piano affaccia su un cortile interno sopraelevato, adibito anche a giardino, per cui viene chiamato rez-de-jardin (presso il giardino), in contrapposizione al pianterreno rez-de-chaussée (presso la strada).

### Piano al livello sottotetto
Il livello che confina direttamente col tetto (o, se presente, col solaio non abitabile), oltre a prendere la numerazione ordinale in base alle sopraelevazioni, viene chiamato ultimo piano. Se confina direttamente col tetto viene anche chiamato sottotetto (termine a volte confuso col solaio), attico o mansarda.

### Piani al di sotto del livello del suolo
I piani che si trovano al di sotto del piano terra vengono generalmente chiamati interrati; se il piano terra è leggermente sopraelevato e il primo piano sottoterra è dotato di finestrelle (che dall'interno sembrano posizionate in alto, mentre dall'esterno sono al livello del marciapiede) si parla di piano seminterrato.
A volte i piani sotto il livello del suolo vengono chiamati in base alla funzione prevalente, tendenzialmente scantinato e/o autorimessa (nella lingua italiana corrente anche garage o box).
I piani interrati/seminterrati dotati delle caratteristiche di abitabilità (solitamente altezza 270 cm e presenza di illuminazione naturale) sono anche definiti taverna.